# Liefdesvoet
Een liefdesvoet  is een peer- of bolvormig element dat zich versmalt tot een kleine opening in dubbelrietinstrumenten zoals de oboe d'amore, cor anglais en Heckelphon. Het dient als een demper die deze muziekinstrumenten een karakteristiek zacht timbre verleent. Het is het gelijknamige kenmerk van de oboe d'amore, die in de barok werd ontwikkeld naast andere bijzonder zoet klinkende instrumenten zoals de viola d'amore en de klarinet d'amore, die rond 1740 ontstond, in het midden van de 19e eeuw uitstierf en van 2017 tot 2020 opnieuw werd ontwikkeld op basis van een bassetklarinet in G.
Een iets grotere en 90 graden schuin geplaatste liefdesvoet, die zowel naar voren als naar achteren kan worden gedraaid, is te vinden op historische bassetklarinets, en ook op een moderne bassetklarinet die dit detail overneemt van een historische klarinet. 

Liefdesvoeten van verschillende instrumenten
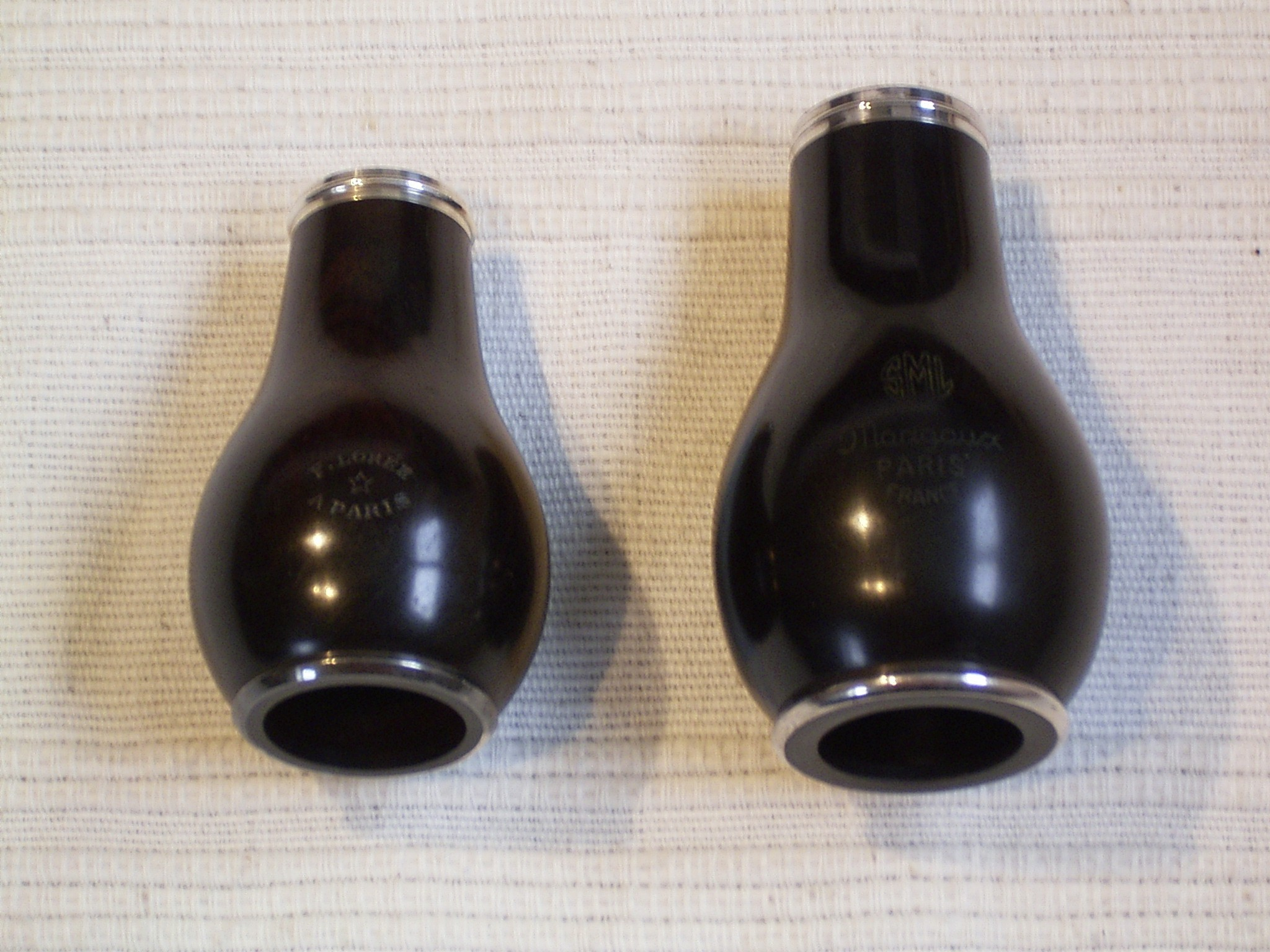
Liefdesvoeten van oboe d'amore en cor anglais
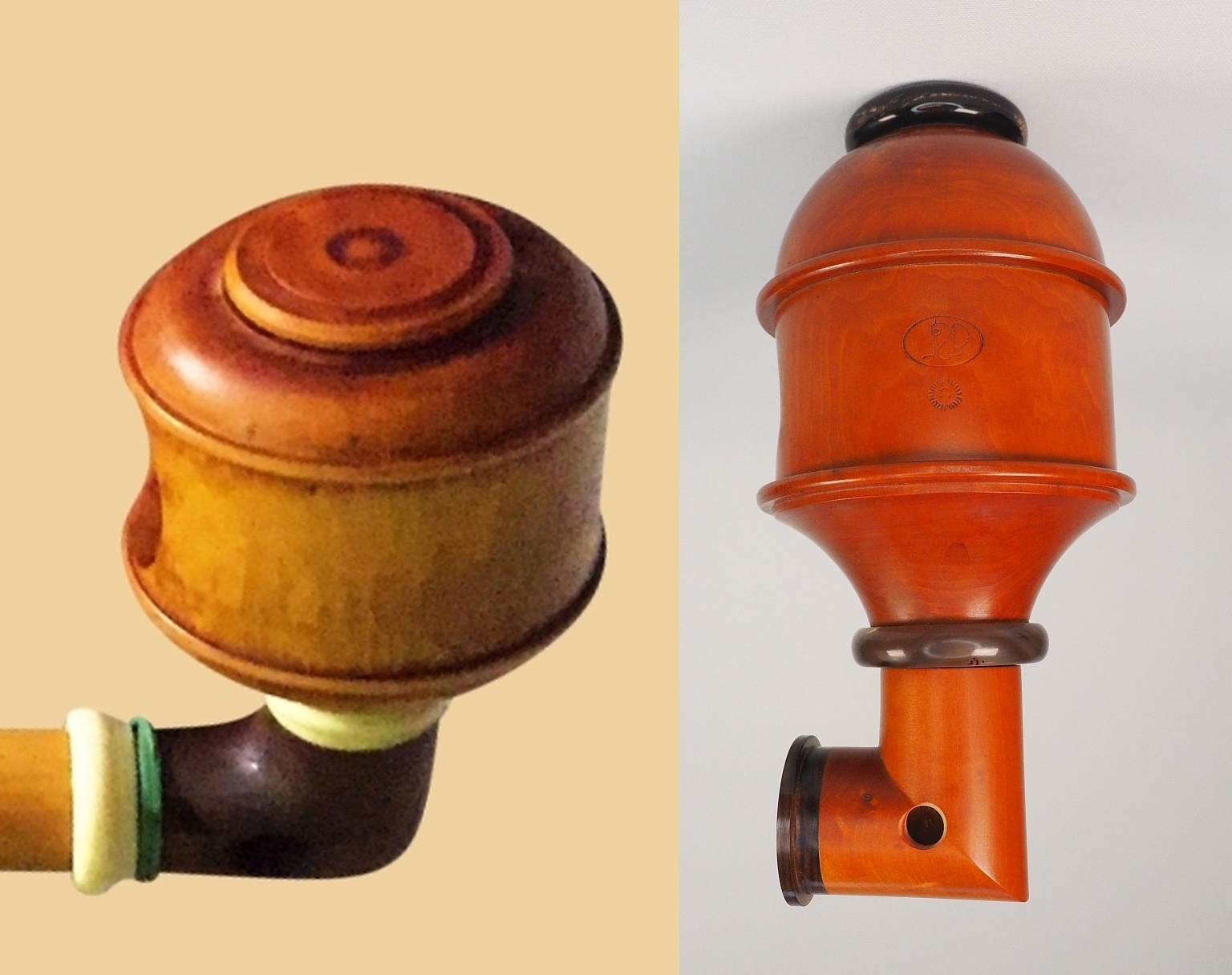
Liefdesvoet van historische bassetklarinet en replica
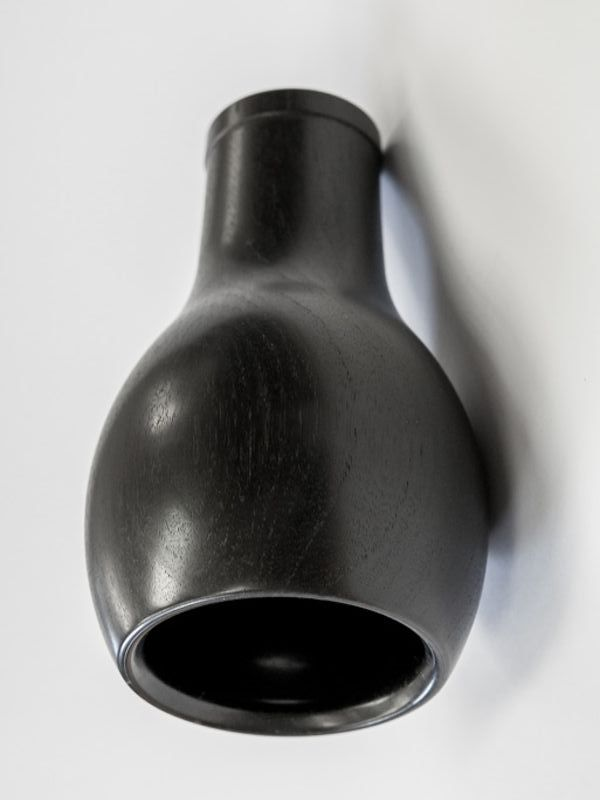
Liefdesvoet van moderne klarinet d'amore